# ماريتا كاتوشيفا
ماريتا فيكتوروفنا كاتوشيفا ( (الروسية: Марита Викторовна Катушева) 19 أبريل 1938  –  كان 21 يناير 1992) لاعبة كرة طائرة سوفياتية حاصلة على الميدالية الفضية الأولمبية.

## روابط خارجية
- ماريتا كاتوشيفا على موقع اللجنة الأولمبية الدولية (الإنجليزية)
- ماريتا كاتوشيفا على موقع أوليمبيديا (الإنجليزية)